# 大紀町
大紀町（日语：／ Taiki chō */?）是位於日本三重縣中部的行政區劃，位於紀伊山地的東端，因此境內多為山區及山林地；轄區也正好跨越了熊野灘和伊勢灣的分水嶺，不過由於分水嶺距離南側熊野灘海岸線僅約三公里，因此北側超過全町90%的區域屬於流入伊勢灣的宮川支流大內山川流域。
主要聚落位於北部大內山川旁的瀧原地區，南部的錦地區由於靠海，又擁有錦漁港，有沙丁魚、鯛、鰤魚、鯖魚等魚獲；大內山地區則有酪農產業，並以大內山牛乳的品牌銷往東海地方和近畿地方。

## 人口
| 大紀町人口分布圖 |                                               |  |
| 大紀町與日本全國年齡別人口分布比較圖 （2005年資料） | 大紀町的年齡、男女別人口分布圖 （2005年資料） |  |
| ■紫色是大紀町 ■綠色是全国 | ■藍色是男性 ■紅色是女性                       |  |
| 大紀町人口變化 \| 1970年 \| 14,754人 \| \| \| 1975年 \| 14,491人 \| \| \| 1980年 \| 14,144人 \| \| \| 1985年 \| 13,521人 \| \| \| 1990年 \| 12,580人 \| \| \| 1995年 \| 11,921人 \| \| \| 2000年 \| 11,334人 \| \| \| 2005年 \| 10,788人 \| \| \| 2010年 \| 9,846人 \| \| \| 2015年 \| 8,939人 \| \| \| 2020年 \| 7,815人 \| \| |                                               |  |
| 資料來源：日本總務省統計中心提供之人口普查數據 |                                               |  |
| 1970年 | 14,754人                                      |  |
| 1975年 | 14,491人                                      |  |
| 1980年 | 14,144人                                      |  |
| 1985年 | 13,521人                                      |  |
| 1990年 | 12,580人                                      |  |
| 1995年 | 11,921人                                      |  |
| 2000年 | 11,334人                                      |  |
| 2005年 | 10,788人                                      |  |
| 2010年 | 9,846人                                       |  |
| 2015年 | 8,939人                                       |  |
| 2020年 | 7,815人                                       |  |

## 歷史
過去最初在令制國時代屬於伊勢國度會郡，但南部沿海的錦地區最初屬於志摩國英虞郡，過去都曾是伊勢神宮的領地，但在14世紀後隨著地方勢力的興起，逐漸被北畠氏所掌握；1582年當時的新宮城城主堀內氏善和伊勢國司北畠信雄協商後，將南部的錦地區歸入紀伊國牟婁郡。
雖然橫跨伊勢國和紀伊國，但到了江戶時代，現在的大紀町區域仍全部成為紀州德川家紀州藩領地，19世紀末廢藩置縣後一度隸屬和歌山縣，直到1872年第一次府縣整併時改劃入度會縣，1876年再併入三重縣。
1889年日本實施町村制，現在的大紀町轄區在當時分屬七保村、瀧原村、柏崎村、大內山村、錦村共五個行政區劃。1950年代的昭和大合併期間，瀧原町和七保村在1956年合併為大宮町，柏崎村和錦町在1957年合併為紀勢町；到了2000年代的平成大合併時期，大宮町、紀勢町及已經超過一百年未曾參與合併的大內山村整併為新的行政區劃，並取大宮町和大內山村的「大」字，加上紀勢町的「紀」字，合成「大紀」做為新的町名。

### 變遷表
| 1889年4月1日 | 1889年 - 1912年 | 1912年 - 1944年            | 1945年 - 1954年            | 1955年 - 1989年            | 1989年 - 現在              | 現在                       |
| ------------ | --------------- | -------------------------- | -------------------------- | -------------------------- | -------------------------- | -------------------------- |
| 瀧原村       | 瀧原村          | 1940年2月11日 改制為瀧原町 | 1940年2月11日 改制為瀧原町 | 1956年9月30日 合併為大宮町 | 2005年2月14日 合併為大紀町 | 2005年2月14日 合併為大紀町 |
| 七保村       |                 |                            |                            | 1956年9月30日 合併為大宮町 | 2005年2月14日 合併為大紀町 | 2005年2月14日 合併為大紀町 |
| 大內山村     |                 |                            |                            |                            | 2005年2月14日 合併為大紀町 | 2005年2月14日 合併為大紀町 |
| 柏崎村       | 柏崎村          | 柏崎村                     | 柏崎村                     | 1957年2月1日 合併為紀勢町  | 2005年2月14日 合併為大紀町 | 2005年2月14日 合併為大紀町 |
| 錦村         | 錦村            | 1940年11月10日 改制為錦町  | 1940年11月10日 改制為錦町  | 1957年2月1日 合併為紀勢町  | 2005年2月14日 合併為大紀町 | 2005年2月14日 合併為大紀町 |

## 交通
鐵路紀勢本線和高速公路紀勢自動車道和公路國道42號大致沿著宮川及大內山川通過轄內，並在荷坂峠附近越過紀伊山地後進入紀北町。
主要聚落瀧原地區由於以大內山川與大台町相鄰，瀧原地區位於大內山川右岸，而鐵路紀勢本線則在路段是沿著大內山川的左岸通過，因此瀧原車站雖然位於大台町大所地區，但由於瀧原地區距離該車站僅有三百公尺的距離，實際上也成為瀧原地區的主要車站。
町內的客運路線由三重交通及町營的C巴士所經營，同時自關東、名古屋、三重縣北部駛往紀南地方的高速巴士也都會在町內停靠。

### 鐵路
- 東海旅客鐵道
  - 紀勢本線：（←大台町） - 阿曾車站 - 伊勢柏崎車站 - 大內山車站 - 梅谷車站 - （紀北町→）

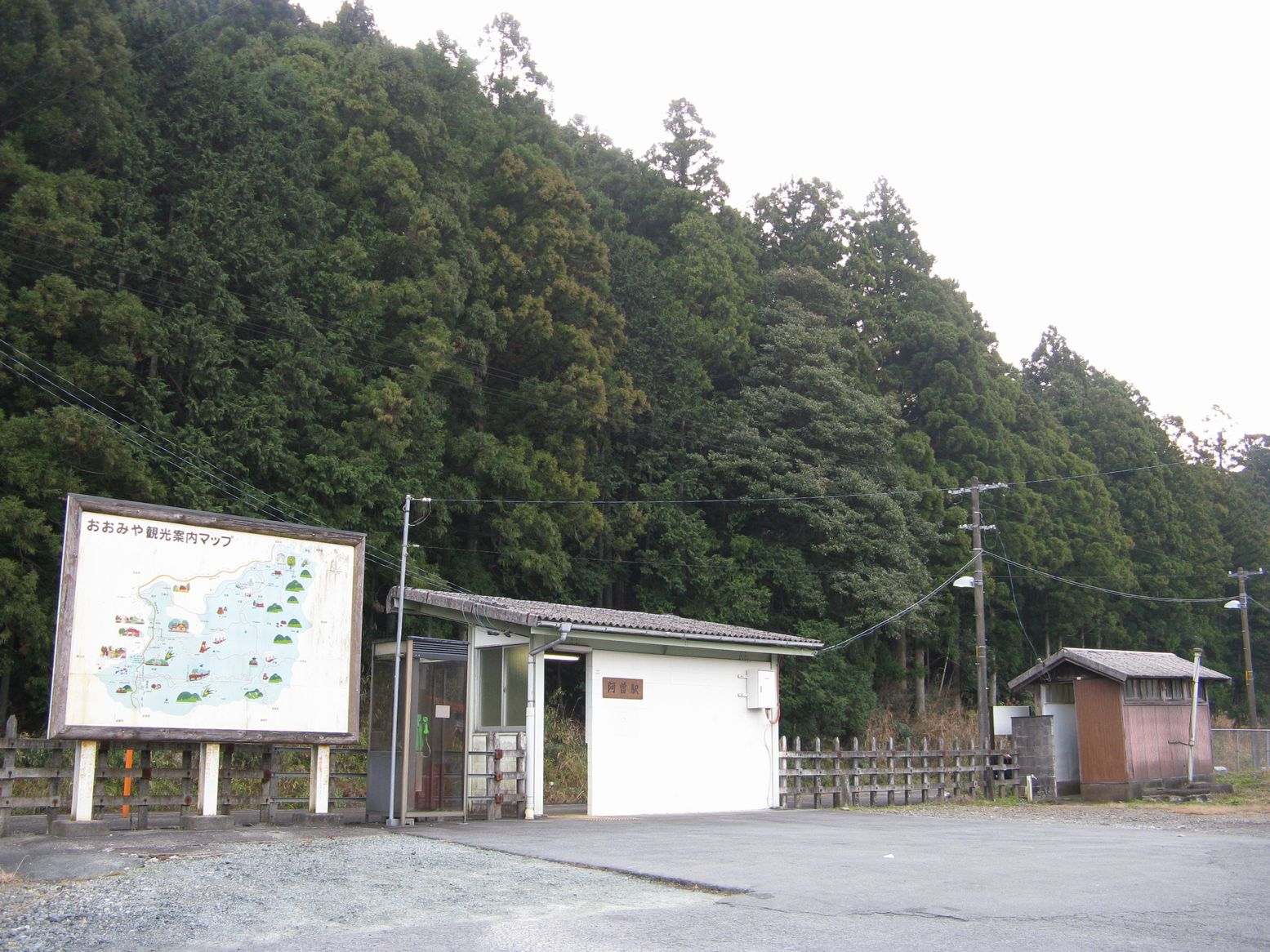
阿曾車站
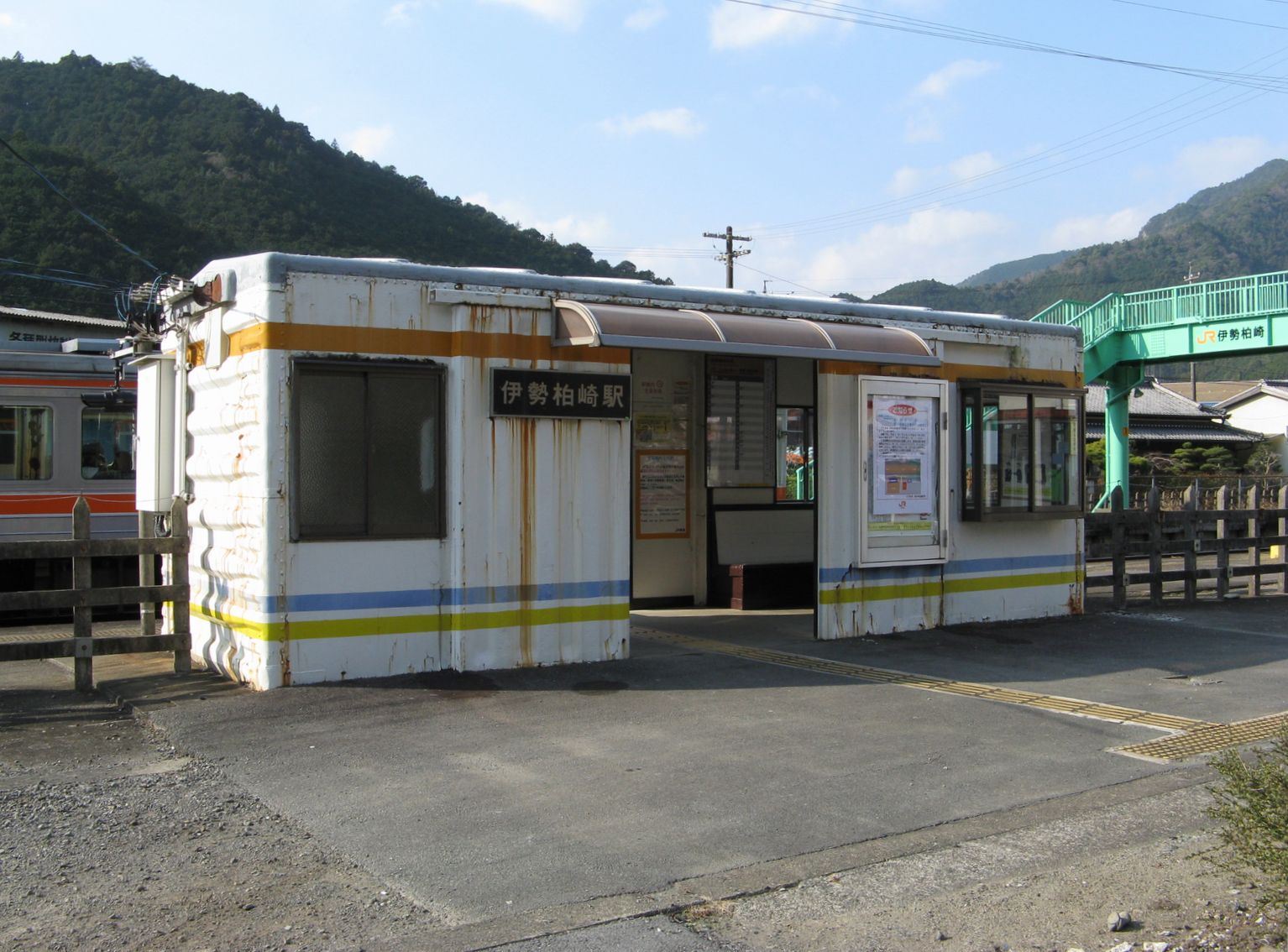
伊勢柏崎車站
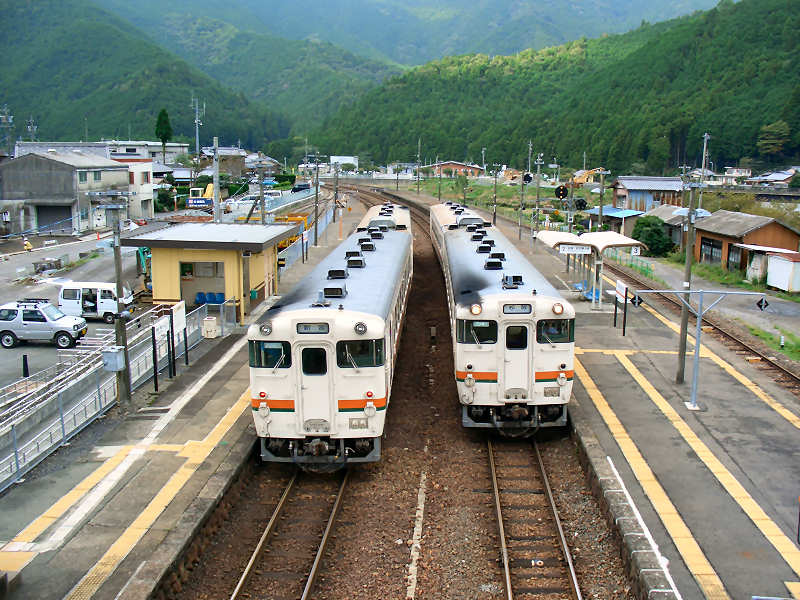
大內山車站
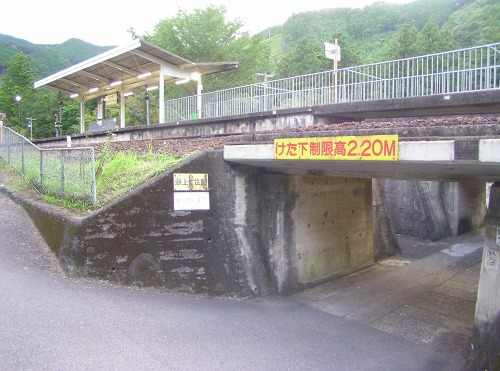
梅谷車站

### 公路
高速公路
- 紀勢自動車道：（大台町） - 紀勢大內山交流道 - 大紀本線收費站（日语：大紀本線料金所） - （紀北町）

## 觀光資源

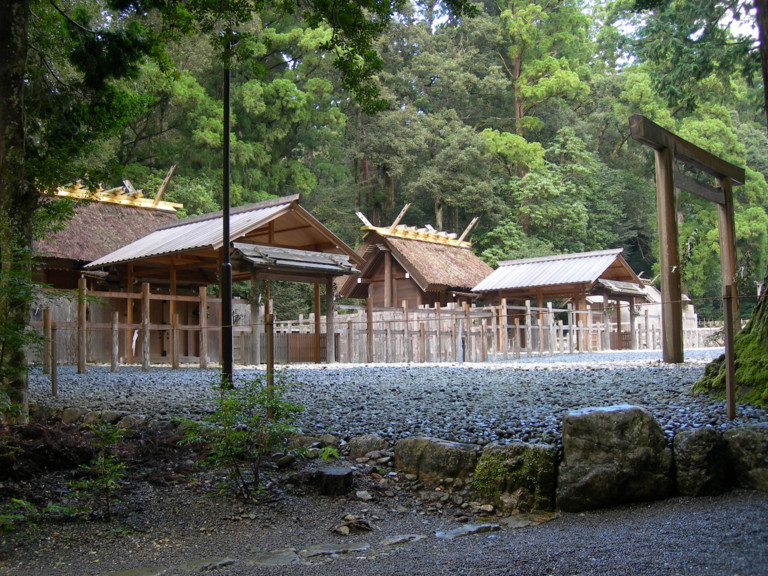
瀧原宮（右）及瀧原竝宮

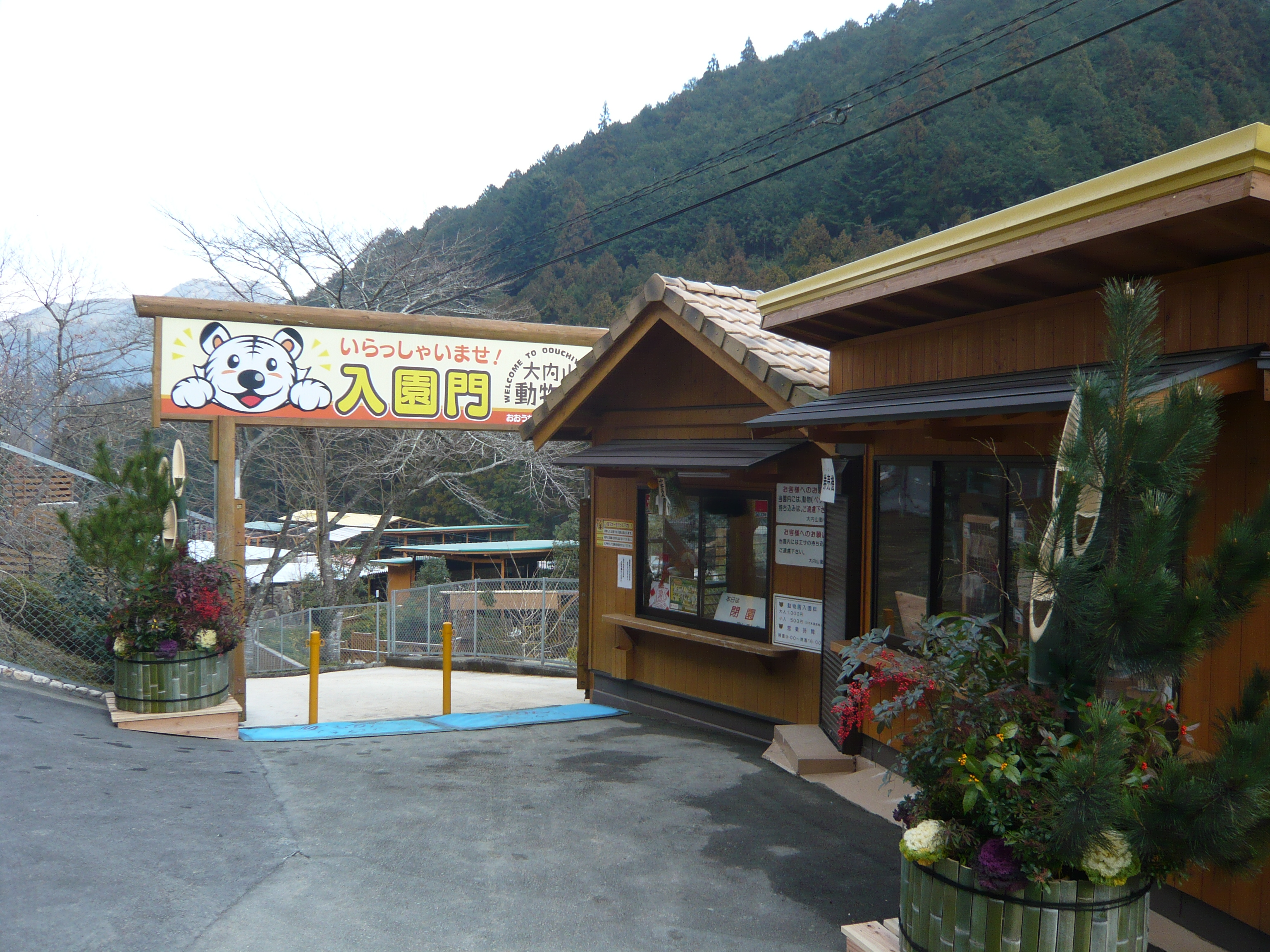
大內山動物園入口

位於瀧原地區的瀧原宮為伊勢神宮的「神宮125社」之一，屬於別宮。
在大內山地區的大內山動物園為在日本相當少見由私人經營的動物園，飼養有包括猛獸在內約400頭動物，其中約半數動物是來自在野外受傷或是關閉的動物園。

## 外部連結
- （日語） 大紀町的Facebook專頁
- （日語） YouTube上的大紀町頻道